# مکس استیل (فیلم)
مکس استیل (انگلیسی: Max Steel) فیلمی آمریکایی در سبک ابرقهرمانی، اکشن و ماجراجویی به کارگردانی استوارت هندلر و نویسندگی کریستوفر یوست است که در سال ۲۰۱۶ منتشر شد. از بازیگران آن می‌توان به بن وینچل، ماریا بلو، جاش برنر، بیلی اسلاتر و اندی گارسیا اشاره کرد.
مکس استیل در تاریخ ۱۴ اکتبر ۲۰۱۶ توسط اوپن رود فیلمز در ایالات متحده به نمایش درآمد و از نظر منتقدین یک شکست تجاری محسوب شد.